# Simulium clibanarium
Simulium clibanarium är en tvåvingeart som beskrevs av Craig 1997. Simulium clibanarium ingår i släktet Simulium och familjen knott. Inga underarter finns listade i Catalogue of Life.